# Jan-Willem Tesselaar
Jan-Willem Tesselaar (Den Helder, 21 oktober 1997) is een Nederlands voetballer die als aanvaller bij ADO '20 speelt.

## Carrière
Jan-Willem Tesselaar maakte zijn debuut voor Jong FC Utrecht in de Eerste divisie op 16 september 2016, in de met 2-2 gelijkgespeelde uitwedstrijd tegen FC Volendam. Hij kwam in de 74e minuut in het veld voor Rick van der Meer. Na twee seizoenen voor Jong Utrecht te hebben gespeeld vertrok hij in 2018 naar VV Katwijk, waar hij tot 2020 speelde. Sindsdien speelt hij voor ADO '20.

### Statistieken
| Seizoen                        | Club            | Competitie         | Competitie | Competitie | Beker | Beker | Totaal | Totaal |
| Seizoen                        | Club            | Competitie         | Wed.       | Dlp.       | Wed.  | Dlp.  | Wed.   | Dlp.   |
| ------------------------------ | --------------- | ------------------ | ---------- | ---------- | ----- | ----- | ------ | ------ |
| 2016/17                        | Jong FC Utrecht | Eerste divisie     | 12         | 1          | –     | –     | 12     | 1      |
| 2017/18                        | Jong FC Utrecht | Eerste divisie     | 18         | 0          | –     | –     | 18     | 0      |
| 2018/19                        | VV Katwijk      | Tweede divisie     | 30         | 5          | 1     | 0     | 31     | 5      |
| 2019/20                        | VV Katwijk      | Tweede divisie     | 8          | 0          | 0     | 0     | 8      | 0      |
| 2020/21                        | ADO '20         | Derde divisie Zon. | 6          | 6          | 1     | 0     | 7      | 6      |
| Carrièretotaal                 | Carrièretotaal  | Carrièretotaal     | 74         | 12         | 2     | 0     | 76     | 12     |
| Bijgewerkt op 21 november 2020 |                 |                    |            |            |       |       |        |        |